# ضب غربي
ضب غربي (الاسم العلمي: Uromastyx occidentalis)، نوع من عظاءات الحرذون. يوجد في الصحراء الغربية.